# De-Koepel moskee
De-Koepel moskee in Borgerhout is de eerste moskee in België die gesticht en gerund wordt door bekeerlingen. In 2008 werd hij geopend. De aankoop werd gefinancierd door het Turkse Diyanet, de renovatie door de lokale Turkse en Marokkaanse gemeenschappen. Sinds een verbouwing in 2009 is er plaats voor 210 gelovigen.
Het is de enige moskee in België waar de preken volledig in het Nederlands worden gegeven. De moskee is gespecialiseerd in het begeleiden van nieuwe moslims.

## Initiatieven
De-Koepel ontplooit initiatieven voor buren en de gemeenschappen, zo organiseert men jaarlijks met Opsinjoren de Lentepoets. In 2012 werd gestart met het organiseren van iftars in het gesloten asielcentrum van Merksplas. In februari 2016 was er, samen met Natuurpunt, Red de voorkempen, Free Hands en Green Deen onder het platform 'Samen voor Natuur' een boomplantactie te Spoor Oost in Borgerhout. In november 2016 kwam er met Samenlevingsopbouw, Chams en district Borgerhout tijdens de week van de smaak een kookworkshop onder de titel: 'Samen eten een wereld van verschil'. Op woensdag 1 mei 2019 organiseerde De-Koepel in samenwerking met De Roma en Chams het 'Feest van de vrouw'.

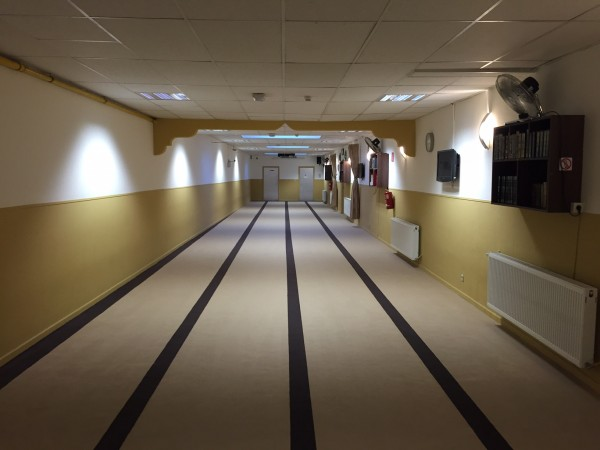
De gebedsruimte van De-Koepel moskee

 Op vrijdag 11 november 2022 startte De-Koepel in samenwerking met Chams en District Borghout met een wekelijkse soepbedeling gedurende de wintermaanden voor de hulpbehoeftige. Tevens werd een nabijgelegen hulporganisatie wekelijks op vrijdag voorzien van warme soep.

## Filmlocatie
De-Koepel moskee is al verschillende keren gebruikt geweest als locatie om te filmen.
Zo werd de gebedsruimte in 2012 gebruikt voor het jeugdprogramma VTMkzoom. Canvas gebruikte de locatie in 2011 voor de documentaire 'Triq Slama Mohamed, Reis in vrede'. Boostnu deed in 2014 mee met de Ramadan en Matthias kwam mee helpen koken.  Het productiehuis Panenka kwam er in 2015 fragmenten voor de docureeks 'een kwestie van geluk' filmen.

## Valselijk beschuldigd van extremisme
Door zijn populariteit bij nieuwe moslims en jongeren is de moskee meermaals onterecht in het oog van een mediastorm terecht gekomen, door politieke partijen die zich via de moskee wilde profileren. Hieronder een bloemlezing:
In juni 2013 kondigde NVA-minister Geert Bourgeois aan de opheffingsprocedure van de erkenning van De-Koepel op te starten, omdat er volgens de veiligheidsdiensten sprake zou zijn van salafisme in de moskee. Toenmalig imam Sulayman van Ael en verscheidene leden van de moslimgemeenschap betwistten deze aantijgingen met klem en stelden dat de moskee een voorbeeld van gematigdheid is. Vervolgens raakte bekend dat leden van Sharia4Belgium, waaronder de Syriëgangers Brian De Mulder en Jejoen Bontinck, ooit de moskee frequenteerden.
In De-Koepel moskee wordt Sharia4Belgium bestempeld als “extremistisch” en distantieerde de moskee zich in 2010 al van S4B, sindsdien werd de moskee continu geviseerd door leden van S4B.
In een persbericht in juli 2013 weerlegde de moskee alle aantijgingen en stelde Vlaams minister Geert Bourgeois in gebreke: “Gezien zonder enige vorm van proces en met miskenning van voornoemde rechtsbeginselen onze goede naam en reputatie in de Media ernstig is beschadigd, en wij het slachtoffer zijn van deze onrustwekkende praktijk, hebben wij vandaag de Vlaamse Regering, en in het bijzonder Minister Bourgeois, via onze raadsman officieel in gebreke gesteld.”
In een nota van de Staatsveiligheid, gericht aan toenmalig minister van Justitie Annemie Turtelboom op 17 januari 2014, werd uiteindelijk gesteld dat er binnen De-Koepel "een aantal belangrijke figuren actief zijn met een vrij radicaal profiel dat aanleunt bij het salafisme", maar dat het niet mogelijk is "om de moskee in zijn geheel te omschrijven als salafistisch of radicaal" en dat de dienst niet op de hoogte was van specifieke extremistische uitspraken of activiteiten die een concrete inbreuk zouden inhouden op de erkenningscriteria.
Eind 2015 raakte bekend dat een imam, die ooit in De-Koepel predikte, naar Syrië was getrokken om zich aan te sluiten bij jihadisten. Volgens Abu Buytaert, die aan het hoofd staat van moskee De-Koepel, was de imam twee jaar voordien actief bij De-Koepel en er nog totaal geen sprake van radicalisme.